# Moka (Märjamaa)
Moka – wieś w Estonii, prowincji Rapla, w gminie Märjamaa.